# Bräcke
Bräcke – miejscowość (tätort) w Szwecji, w regionie administracyjnym (län) Jämtland. Siedziba władz (centralort) gminy Bräcke. 
Miejscowość położona jest nad jeziorem Revsundssjön, ok.  70 km na południowy wschód od Östersund przy drodze E14 w kierunku Sundsvall we wschodniej części prowincji historycznej (landskap) Jämtland. Przez Bräcke przebiega linia kolejowa Sundsvall – Östersund – Storlien (Mittbanan) oraz ma swój początek linia kolejowa do Boden (Stambanan genom övre Norrland). Droga E14 oraz linie kolejowe zapewniają mieszkańcom Bräcke dogodne połączenie komunikacyjne z innymi większymi ośrodkami.
W 2010 r. Bräcke liczyło 1651 mieszkańców.